# Pirita (rzeka)
Pirita (est. Pirita jõgi) – rzeka w Estonii o długości 105 km i powierzchni dorzecza 799 km². Uchodzi do Zatoki Fińskiej w dzielnicy Tallinna Pirita. Podczas Letnich Igrzysk Olimpijskich 1980 w Moskwie u ujścia Pirity odbywały się konkurencje żeglarskie.